# Brock Purdy
Pour les articles homonymes, voir Purdy.
(en) Statistiques sur pro-football-reference
Brock Richard Purdy, né le 27 décembre 1999, est un sportif professionnel américain de football américain jouant au poste de quarterback dans la National Football League (NFL) pour la franchise des 49ers de San Francisco.
Il a joué au football universitaire pour les Cyclones d'Iowa State de la NCAA Division I FBS avant d'être sélectionné lors du dernier choix de la draft 2022 de la NFL par les 49ers, faisant de lui le Mr. Irrelevant de cette draft.
Après avoir été désigné troisième quarterback au début de sa saison rookie, il est propulsé titulaire à la suite des blessures des quarterbacks Trey Lance et Jimmy Garoppolo. Ayant remporté ses cinq premiers matchs en NFL, il joue un rôle prépondérant dans la série de dix victoires consécutives des 49ers, avec qui il remporte le titre de la division NFC West tout en se qualifiant pour la finale de conférence NFC. Confirmé au poste de titulaire en 2023, il remporte une nouvelle fois le titre de division, établissant le record de sa franchise au nombre de yards gagnés à la passe sur une saison. Sélectionné pour le Pro Bowl, il qualifie les 49ers pour le Super Bowl LVIII qu'ils perdent 22 à 25 en prolongation contre les Chiefs de Kansas City.

## Jeunesse
Purdy est originaire de Queen Creek en Arizona. Il joue au football américain de lycée pour les Pumas de la Perry High School (en). Il est le fils cadet de Shawn et Carrie Purdy. Sa sœur aînée, Whitney Purdy, a joué au softball pour l'université du Sud-Est. Son jeune frère Chubba Purdy était également le quarterback titulaire de Perry avant d'être recruté par les Seminoles de Florida State en tant que quarterback double menace.
Purdy commence à jouer au football américain au cours de la saison 2015 en tant que deuxième année pour le tout nouveau lycée Perry. En 2016, l'Association interscolaire de l'Arizona (AIA) ajuste les régions sportives, plaçant Perry dans la région de la division 6A Premier, classée sixième région la plus forte du pays. Les performances de Purdy l'envoient en finale du championnat d'État AIA de la division 6A en 2016 et 2017, perdant les deux finales respectivement 65–28 et 48–42 toutes deux jouées contre la Chandler High School.
Au cours de son parcours au lycée, l'équipe de la Perry High School commence à s'imposer comme une importante équipe de football américain en Arizona, capable de rivaliser avec les meilleurs programmes du Chandler Unified School District tels ceux de Chandler (0–5), Hamilton (4–2) et Basha (2–1). Dans l'ensemble, Purdy y obtient un bilan de 27 victoires et 13 défaites. Il est nommé joueur de football de l'année par Gatorade et joueur de football lycéen de l'année par The Arizona Republic,,.
Purdy est considéré comme un espoir trois étoiles par 247Sports,. Il signe sa lettre d'intention pour l'université d'État de l'Iowa le 7 février 2018 et s'y inscrit officiellement en juin de la même année,,.

## Carrière universitaire
Pour sa première saison avec les Cylones d'Iowa State en 2018, Purdy est désigné troisième quarterback derrière Kyle Kempt et Zeb Noland. Il devient titulaire après la blessure de Kempt, Noland étant inefficace,. Lors de ses huit matchs de saison régulière en tant que titulaire (sept victoires et un nul), il réussit 146 des 220 passes tentées malgré sept interceptions, gagne 2250 yards à la passe, inscrit 16 touchdowns, gagne 308 yards supplémentaire à la course et obtient la meilleure évaluation de quarterback de sa carrière universitaire (169,9 - sixième meilleure du football universitaire en NCAA). Il est également titulaire lors de l'Alamo Bowl 2018 perdu 26 à 28 contre Washington State,.
Lors de sa deuxième saison, Purdy est titulaire lors des treize matchs de saison régulière (7-6) et lors du Camping World Bowl 2019 perdu 9 à 33 contre Notre Dame. Il gagne 435 yards et marque trois touchdowns à la passe contre Louisiana-Monroe, inscrit cinq touchdowns à la passe et un touchdown à la course lors de la défaite 41-42 contre les Oklahoma alors classé no 9 du pays, gagne 372 yards et inscrit trois touchdowns à la passe et un touchdown à la course lors de la victoire contre Kansas. Il réussit à inscrire un touchdown lors de douze matchs consécutifs ce qui constitue un record du programme d'Iowa State, tout comme ses 39 passes réussies contre Oklahoma State. Il mène également la Big-12 Conférence au nombre de yards gagnés à la passe sur la saison (3 982) et y est classé troisième au nombre de touchdowns inscrits à la passe (27) et au nombre total de touchdowns inscrits sur la saison (35) améliorant le record de l'université détenu depuis 41 ans par George Amundson avec 24 touchdowns au total.
Lors de son année junior, les statistiques de Purdy sont moins exceptionnelles. Grâce à l'émergence du running back Breece Hall, il permet aux Cyclones de terminer la saison régulière avec un bilan de neuf victoires pour trois défaites (meilleur bilan de l'histoire de l'université) permettant à Iowa State d'être classé no 9 dans les classements nationaux majeurs (meilleur classement de l'histoire de l'université). Lors du Fiesta Bowl perdu 17 à 34 contre Oregon, Purdy inscrit un touchdown à la course.
Au cours de son année senior en 2021, Purdy et Breece Hall permettent aux Cyclones d'obtenir un bilan positif de sept victoires pour six défaites. La saison est quelque peu décevante pour une équipe classée no 7 en début de saison, mais Purdy est classé premier de la conférence Big 12 au pourcentage de passes réussies (71,7%) ainsi qu'au nombre de yards gagnés à la passe (3 188).
Purdy termine son séjour à Iowa State en ayant été désigné meilleur quarterback de la Big 12 Conference à trois reprises et en détenant trente deux records du programme de football américain d'Iowa State dont ceux du plus grand nombre de passes tentées, du plus grand nombre de passes réussies, du plus haut pourcentage de passes réussies, du plus grand nombre de yards gagnés, du plus grand nombre de touchdown inscrits à la passe (81) et au total (100). Avec 14 matchs à plus de 300 yards gagnés à la passe, il a presque triplé le précédent record de l'université détenu par Bret Meyer (5 matchs).

## Carrière professionnelle
| Taille                 | Poids           | Bras          | Main             | Sprint   | Sprint   | Sprint   | Shuttle 20 yards | 3 cones drill | Détente         | Détente     | Développé couché | Test Wonderlic |
| Taille                 | Poids           | Bras          | Main             | 40 yards | 10 yards | 20 yards | Shuttle 20 yards | 3 cones drill | verticale       | horizontale | Développé couché | Test Wonderlic |
| 1,84 m (6 ft 0 5/8 in) | 96 kg (212 lbs) | 74 cm (29 in) | 23 cm (9 1/4 in) | 4,84 s   | 1,61 s   | 2,73 s   | 4,45 s           | 7,21 s        | 69 cm (27,0 in) | -           | -                | -              |

Les 49ers de San Francisco sélectionnent Purdy avec le choix final (262e au total) de la draft 2022 de la NFL, faisant de lui le M. Irrelevant de cette draft

### 2022
Le 23 octobre 2022, Purdy remplace le quarterback Jimmy Garoppolo lors du dernier drive des 49ers au 4e quart temps du match perdu 23 à 43 contre les Chiefs de Kansas City. Il y gagne 66 yards à la passe pour une interception.
Le 4 décembre 2022, au cours du premier quart temps du match de la 13e semaine joué contre les Dolphins de Miami, Garoppolo se blesse gravement au pied ce qui met un terme à sa saison. Les 49ers font à nouveau appel à Purdy lequel joue efficacement et termine le match en réussissant 25 des 37 passes tentées pour gagner le match 33 à 17. Malgré une interception, il gagne 210 yards et inscrit deux touchdowns à la passe, le premier avec le running back Christian McCaffrey et le second avec le fullback Kyle Juszczyk. Purdy devient le premier « Mr. Irrelevant » à inscrire un touchdown à la passe dans un match de saison régulière. À la suite de la blessure de Garoppolo, Purdy est nommé quaterback titulaire des 49ers pour le reste de la saison.
Le 11 décembre 2022, Purdy devient le seul quarterback à battre lors de sa première titularisation en carrière une équipe emmenée par Tom Brady  , les 49ers battant 35 à 7 les Buccaneers de Tampa Bay. Après le match, les 49ers rédigent un tweet pour indiquer l'importance soudaine prise par Purdy, surnomment Purdy « Mr. Relevant » faisant référence au « Mr. Irrelevant » désignant le dernier joueur sélectionné à une draft,.
Purdy termine la saison régulière avec un gain cumulé de 1 374 yards, treize touchdowns pour quatre interceptions. Il a remporté les cinq matchs où il a été désigné titulaire permettant à son équipe de se qualifier pour la phase finale en tant que 2e meilleur équipe de la NFC. Son évaluation de 119,4 au terme de ses cinq matchs joués en tant que titulaire est la plus grande évaluation décernée à un quarterback rookie depuis Kurt Warner en 1999.
Lors du match de wild card gagné le 14 janvier 2023 contre les Seahawks, Purdy devient le premier quarterback rookie des 49ers à gagner en tant que titulaire un match de phase finale. Lors de ce match, il réussit 18 des 30 passes tentées, gagne un total de 332 yards et inscrit quatre touchdowns, record pour un quarterback rookie dans un match de phase finale. Avec cette victoire, il devient le quarterback, sélectionné le plus tard dans une draft, à remporter un match de phase finale. Il devient aussi le premier quarterback rookie depuis Sammy Baugh en 1937 à avoir gagné au moins 200 yards et inscrit deux touchdowns à la passe lors d'un match gagné de phase finale. Après avoir remporté le match de tour de division joué contre les Cowboys, Purdy devient le troisième quarterback depuis 1970 à remporter deux matchs de phase finale lors de sa saison rookie. Bien qu'il n'ait pas inscrit de touchdown à la passe au cours de ce match, il y réussit 19 de ses 29 passes tentées pour un gain cumulé de 214 yards, ce qui fait de lui le premier quarterback rookie depuis 1970 à gagner plus de 200 yards lors de deux matchs consécutifs de phase finale.
Au cours de la finale de conférence NFC disputé le 29 janvier 2023 contre les Eagles, Purdy se blesse au niveau du coude droit et est remplacé par Josh Johnson (en). Ce dernier subissant une commotion cérébrale au cours du 3e quart-temps, Purdy remonte sur le terrain mais ne parvient qu'à effectuer deux passes supplémentaires, son rôle principal étant de donner le ballon à un partenaire proche. Les 49ers perdent le match 7 à 31. Par la suite, on lui diagnostique une déchirure complète du ligament collatéral ulnaire, ce qui le rendait incapable de lancer le ballon à plus de 10 mètres,.

### 2023
Purdy s'étant complètement rétabli de sa blessure, il est désigné titulaire au poste de quarterback pour le premier match de la saison régulière, Sam Darnold et Trey Lance étant désigné respectivement 1er et 2e remplaçants. Lance est échangé plus tard aux Cowboys contre un choix de 4e tour de la draft 2024. Lors de ce premier match gagné contre les Steelers, Purdy réussit 19 des 29 passes tentées pour un gain cumulé de 220 yards, deux touchdowns (réceptions de Brandon Aiyuk) et obtient une évaluation de 111,3. Grâce à cette performance, il devient le premier quarterback de l'histoire de la NFL à remporter, en tant que titulaire, ses six premiers matchs de saison régulière tout en inscrivant lors de chaque match deux touchdowns à la passe. Avec une évaluation de 111,3, Purdy devient également le premier quarterback de l'histoire de la NFL à obtenir, en tant que titulaire, une évaluation d'au moins 95,0 au cours de ses six premiers matchs de saison régulière. Contre les Cowboys, Purdy réussit 17 des 24 passes tentées pour un gain de 252 yards et quatre touchdowns. Avec cette victoire, Purdy devient le 4e quarterback de l'histoire de la NFL (avec Kurt Warner, Peyton Manning et Tom Brady) qui permet à son équipe d'inscrire au moins 30 points dans au moins huit matchs consécutifs de saison régulière.
Au cours de la 10e semaine, contre les Jaguars, Purdy gagne 296 yards et inscrit 3 touchdowns à la passe, établissant un nouveau record en carrière avec une évaluation QB de 148,9. C'est la troisième fois de sa carrière dans la NFL que Purdy inscrit au moins trois touchdown avec une évaluation supérieure à 140. Le seul autre quarterback de la NFL à avoir fait de même au cours de ses deux premières saisons est Kurt Warner. La semaine suivante contre les Buccaneers, Purdy réussit 21 des 25 passes tentées pour un gain cumulé de 333 yards et trois touchdown, culminant avec une évaluation QB parfaite de 158,3. C'est la première fois qu'un quarterback des 49ers atteint cette évaluation depuis Joe Montana en 1989, et la seule fois où un quarterback des 49ers accomplit cet exploit avec au moins 25 tentatives de passe. Il est ensuite été désigné meilleur joueur offensif de la semaine en NFC et meilleur joueur NFL de la semaine par FedEx Air. Lors de la victoire 42 à 19 contre les Eagles en 13e semaine, Purdy réussit 19 des 27 passes tentées pour un gain de 314 yards et 4 touchdowns. Purdy est de nouveau désigné meilleur joueur NFL de la semaine par FedEx Air. La semaine suivante contre les Seahawks, Purdy gagne 368 yards et inscrit 2 touchdown avec un taux de réussite de 70,4 % à la passe, et est désigné meilleur joueur NFL de la semaine par FedEx Air NFL pour la deuxième semaine consécutive.
La victoire 45 à 29 contre les Cardinals en 15e semaine, permet à Purdy de remporter son deuxième titre de division NFC West (16/25 passes réussies, 245 yards, 4 touchdowns, 0 interception, évaluation QB de 135,3. Lors de ce match, Purdy quitte l terrain dans le deuxième quart temps et est évalué dans la tente médicale pour ce que l'entraîneur principal Kyle Shanahan croyait être une blessure à la tête. Purdy reprend cependant part au match après que le personnel médical ait estimé que Purdy avait une très légère gène à l'épaule. Pendant son absence, il a été remplacé pendant trois jeux par Darnold.
Les 49ers perdent 19 à 33 contre les Ravens en 16e semaine, Purdy ne réussissant que 18 des 32 passes tentées pour un gain de 255 yards, n'inscrivant pas de touchdown et se faisant intercepter à quatre reprises. Les 255 yards gagnés par Purdy lui permettent de dépasser les 4 000 yards sur la saison devenant le premier quarterback des 49ers à le faire depuis Jeff Garcia en 2000. La semaine suivante contre les Commanders, Purdy gagne 230 yards ce qui lui permet de dépasser le record de la franchise du plus grand nombre de yards gagnés par la passe sur une saison que détenait Garcia. Le 3 janvier 2024, Shanahan déclare que Purdy ne jouera pas le match de la 18e semaine contre les Rams. Plus tard dans la journée, la NFL annonce que Purdy a été sélectionné comme quarterback titulaire de la NFC pour les Pro Bowl Games 2024. Purdy termine la saison régulière en menant la ligue en termes d'évaluation de QB (QB Rating),  d'évaluation totale du quarterback (Total quarterback rating) et de yards gagnés par tentative.
À domicile contre les Packers lors du tour de division de la série éliminatoire, Purdy n'est pas très précis en raison des conditions pluvieuses. Malgré ses difficultés et menés en début de 4e quart temps, Purdy mène un drive de 12 jeux pour un gain de 69 yards qui est conclut en touchdown par le running back Christian McCaffrey avec moins de deux minutes à jouer permettant aux 49ers de gagner 24 à 21. Lors de cette série, Purdy a réussi 6 des 7 passes tentées pour un gain de 47 yards et sur l'ensemble du match a réussi 23 de ses 39 passes pour un gain de 252 yards et un touchdown. Lors de la finale de championnat NFC contre les Lions, San Francisco est mené 24 à 7 à la mi-temps, Purdy n'y ayant complété que sept de ses 15 passes dont une interceptée pour un gain de 93 yards. En seconde période, il réussit 13 passes sur 16 pour 174 yards et un touchdown en plus des 49 verges gagnés à la course permettant aux 49ers de remonter un déficit de 17 points à la mi-temps. Gagnant finalement le match 34 à 31, les 49ers se qualifient pour le Super Bowl LVIII. Purdy devient ainsi le quarterback sélectionné le plus bas à la draft à disputer en tant que titulaire un Super Bowl. Les Chiefs remportent le Super Bowl 25 à 22 en prolongation, Purdy y ayant réussit 23 des 38 passes tentées pour un gain cumulé de 255 yards et un touchdown.

### 2024
En 5e semaine contre les Cardinals, Purdy inscrit son 50e touchdown en carrière à la suite d'une passe réussie vers George Kittle. Il devient également le quarterback le plus rapide de l'histoire des 49ers à atteindre les 50 touchdowns inscrits à la passe. Purdy termine la saison 2024 avec un gain total à la passe de 3 864 yards et de 20 touchdowns malgré 12 interceptions, obtenant une évaluation de quarterback de 96,1. Cette régression statistique par rapport à sa saison 2023 est largement attribuée aux blessures subies par plusieurs des receveurs les plus productifs des 49ers, Brandon Aiyuk et Christian McCaffrey étant absents la majeure partie de la saison,. Cependant, Purdy réalise sa meilleure saison au sol, totalisant 323 yards à la course tout en menant son équipe avec cinq touchdowns inscrits à la course,.
Les 49ers ont globalement souffert des blessures en 2024. Ils terminent avec un bilan de 6 victoires pour 11 défaites, ne parvenant pas à se qualifier pour les playoffs pour la première fois depuis la saison 2020. Outre Aiyuk et McCaffrey, Trent Williams, Nick Bosa, Dre Greenlaw (en), Talanoa Hufanga, Jordan Mason (en) et Mitch Wishnowsky (en) ont tous été absents une partie de la saison. Purdy lui-même n'a pas joué deux matchs en raison de blessures à l'épaule et au coude droits (deux défaites, l'une en 12e semaine contre les Packers et l'autre en 18e semaine contre les Cardinals).

### 2025
Le 16 mai 2025, Purdy signe une extension de contrat de cinq ans pour un montant de 265 millions de dollars avec les 49ers.

## Statistiques
| Année       | Équipe                | Statut      | MJ |         | Passes   | Passes | Passes | Passes | Passes | Passes | Passes  |       | Courses | Courses | Courses | Courses |
| Année       | Équipe                | Statut      | MJ | Tentées | Réussies | Pct.   | Yards  | TD     | Int.   | Éval.  | Tentées | Yards | Moy.    | TD      |         |         |
| 2018        | Cyclones d'Iowa State | Fr.         | 10 | 220     | 146      | 66,4   | 2 250  | 16     | 7      | 169,9  | 100     | 308   | 3,1     | 5       |         |         |
| 2019        | Cyclones d'Iowa State | So.         | 13 | 485     | 312      | 65,7   | 3 982  | 27     | 9      | 151,1  | 092     | 249   | 2,7     | 8       |         |         |
| 2020        | Cyclones d'Iowa State | Jr.         | 12 | 365     | 243      | 66,6   | 2 750  | 19     | 9      | 142,1  | 087     | 382   | 4,4     | 5       |         |         |
| 2021        | Cyclones d'Iowa State | Sr.         | 13 | 407     | 292      | 71,7   | 3 188  | 19     | 8      | 149,0  | 085     | 238   | 2,8     | 1       |         |         |
| Totaux NCAA | Totaux NCAA           | Totaux NCAA | 48 | 1 461   | 993      | 67,6   | 12 170 | 81     | 33     | 153,0  | 365     | 1 177 | 3,2     | 19      |         |         |

| Année      | Équipe                 | MJ |         | Passes   | Passes | Passes | Passes | Passes | Passes | Passes  |       | Courses | Courses | Courses | Courses |     | Sacks  | Sacks |  | Fumbles | Fumbles |
| Année      | Équipe                 | MJ | Tentées | Réussies | Pct.   | Yards  | TD     | Int.   | Éval.  | Tentées | Yards | Moy.    | TD      | Nb.     | Yards   | Nb. | Perdus |       |  |         |         |
| 2022       | 49ers de San Francisco | 09 | 170     | 114      | 67,1   | 1 374  | 13     | 04     | 107,3  | 22      | 013   | 0,6     | 1       | 11      | 084     | 0   | 0      |       |  |         |         |
| 2023       | 49ers de San Francisco | 16 | 444     | 308      | 69,4   | 4 280  | 31     | 11     | 113,0  | 39      | 144   | 3,7     | 2       | 28      | 153     | 6   | 2      |       |  |         |         |
| 2024       | 49ers de San Francisco | 15 | 455     | 300      | 65,9   | 3 864  | 20     | 12     | 096,1  | 66      | 323   | 4,9     | 5       | 31      | 156     | 7   | 3      |       |  |         |         |
| Totaux NFL | Totaux NFL             | 40 | 1 069   | 722      | 67,5   | 9 518  | 64     | 57     | 104,9  | 127     | 480   | 3,8     | 8       | 70      | 393     | 13  | 5      |       |  |         |         |

| Année      | Équipe                 | MJ |         | Passes   | Passes | Passes | Passes | Passes | Passes | Passes  |       | Courses | Courses | Courses | Courses |     | Sacks  | Sacks |  | Fumbles | Fumbles |
| Année      | Équipe                 | MJ | Tentées | Réussies | Pct.   | Yards  | TD     | Int.   | Éval.  | Tentées | Yards | Moy.    | TD      | Nb.     | Yards   | Nb. | Perdus |       |  |         |         |
| 2022       | 49ers de San Francisco | 3  | 063     | 041      | 65,1   | 0 569  | 3      | 0      | 109,8  | 07      | 24    | 3,4     | 1       | 4       | 23      | 1   | 1      |       |  |         |         |
| 2023       | 49ers de San Francisco | 3  | 108     | 066      | 61,1   | 0 774  | 3      | 1      | 088,3  | 14      | 74    | 5,3     | 0       | 4       | 20      | 0   | 0      |       |  |         |         |
| Totaux NFL | Totaux NFL             | 6  | 171     | 107      | 62,6   | 1 343  | 6      | 1      | 092,6  | 21      | 98    | 4,7     | 1       | 8       | 43      | 1   | 1      |       |  |         |         |

## Récompenses
- Désigné meilleur joueur débutant (rookie) de la NFC pour les mois de décembre 2022 et janvier 2023[76] ;
- Sélectionné dans l'équipe des rookies de la saison 2022 par la Pro Football Writers Association (en) (PFWA)[77] ;

## Records

### En NFL
- Premier Mr. Irrelevant à inscrire un touchdown à la passe dans un match de saison régulière[78] ;
- Deuxième quarterback de l'histoire de la NFL à obtenir une évaluation de QB d'au moins 115 lors de ses deux premiers matchs en tant que titulaire (devancé par Aaron Rodgers)[79] ;
- Premier quarterback de l'histoire de la NFL à remporter ses six premiers matchs en tant que titulaire et à inscrire au moins deux touchdowns à la passe lors de ces matchs[80] ;
- Premier quarterback de l'histoire de la NFL à obtenir une évaluation de QB au moins égale à 95 lors de ses six premiers matchs en tant que titulaire[81] ;
- Plus grand nombre de matchs avec une évaluation de QB supérieure à 140 sur une saison (4 matchs à égalité avec Aaron Rodgers, Tom Brady, Andy Johnson, Roger Staubach et Jacky Lee)[82]
- Plus grand nombre de matchs avec une évaluation de QB supérieure à 130 sur une saison (6 matchs, à égalité avec Aaron Rodgers, Ryan Tannehill, Russell Wilson et Tony Romo)[83].

### En série éliminatoire de la NFL
- Quarterback sélectionné le plus bas lors d'une draft à remporter un match de série éliminatoire en tant que titulaire[84] ;
- Premier quarterback rookie à gagner plus de 200 yards à la passe lors de matchs consécutifs en série éliminatoire depuis la fusion des ligues AFL-NFL[85] ;
- Troisième quarterback rookie à remporter deux matchs de série éliminatoire (à égalité avec Joe Flacco et Mark Sanchez)[85].